# Jessica Houara
Jessica Lucetta Léone Houara-d'Hommeaux (Angers, 29 de setembro de 1987) é uma futebolista profissional francesa que atua como meia.

## Carreira
Jessica Houara fez parte do elenco da Seleção Francesa de Futebol Feminino, nas Olimpíadas de 2016.